# 1976 en hockey sur glace
Cette page présente les éléments de hockey sur glace de l'année 1976, que ce soit d'un point de vue rencontres internationales ou championnats nationaux. Les grandes dates des différentes compétitions sont données ainsi que les décès de personnalités du hockey mondial.

## International

### Jeux Olympiques
Aux jeux d'Innsbruck, L'équipe de l'URSS remporte sa 4e médaille d'or d'affilée, égalant le record du Canada. Les Allemands créent la surprise en gagnant la médaille de bronze.

## Autres Évènements

### Décès
- 11 avril : décès de Art Alexandre, joueur ayant évolué durant onze rencontre dans la Ligue nationale de hockey avec les Canadiens de Montréal.
- 12 novembre : décès de Clint Benedict, ancien gardien de but ayant évolué pour les Sénateurs d'Ottawa et les Maroons de Montréal, il fut intronisé au Temple de la renommée du hockey en 1965.